# Línea 23 (Dbus)
La línea 23 de Dbus conecta el centro de la ciudad con Amara y con Etxadi por las calles Alto de Errondo y Catalina Eléicegui de Ayete. Es la línea gemela de la línea 32, que realiza las mencionadas calles en sentido contrario.
Hasta 2016, el recorrido era bastante distinto: salía de San Bartolomé y hacía el recorrido actual hasta Etxadi, donde pasaba a recorrer la calle Bera-Bera, y volvía al centro por el paseo de Ayete y Aldapeta, similar al actual recorrido de la línea 19.
Por la noche, la línea B9 cubre su recorrido, junto con el de las líneas 21 y 32.

## Paradas

### Hacia Borroto 20
- Urbieta 6 19 21 26 28 31 32 36 46
- Urbieta 38 19 31 32 46
- Centenario 17 24 26 32 46
- Pío XII 17 21 24 26 27 28 32 37 43 46
- Errondo 43 32
- Alto de Errondo 32 32
- Alto de Errondo 49 32
- Azkaratenea 32
- Etxadi Parkea 19 31 32 35 45
- Borroto 20

### Hacia Urbieta 6
- Borroto 20
- Katalina Eleizegi 25 32
- Katalina Eleizegi 13 32
- Katalina Eleizegi 1 32 46
- Collado 21 24 27 32 46
- Sancho el Sabio 35 17 21 24 26 27 28 32 37 43 46
- Sancho el Sabio 11 21 28 32
- Easo Plaza 21 26 28 32 37
- Easo 9 5 16 18 25 31 32 33 36 37 40 45
- Urbieta 6 19 21 26 28 31 32 36 46